# Sameh Maraaba
Sameh Fares Mohammed Maraaba, noto semplicemente come Sameh Maraaba (in arabo سامح مراعبة‎?; 19 marzo 1992), è un calciatore palestinese, attaccante dell'Ahli Al-Khalil e della Nazionale palestinese.

## Caratteristiche tecniche
È un centravanti.

## Carriera

### Club
- 108 reti in clubi palestinese.

### Nazionale
Con la Nazionale palestinese ha preso parte alla Coppa d'Asia 2019.

## Statistiche

### Cronologia presenze e reti in nazionale
| Cronologia completa delle presenze e delle reti in nazionale ― Palestina | Cronologia completa delle presenze e delle reti in nazionale ― Palestina | Cronologia completa delle presenze e delle reti in nazionale ― Palestina | Cronologia completa delle presenze e delle reti in nazionale ― Palestina | Cronologia completa delle presenze e delle reti in nazionale ― Palestina | Cronologia completa delle presenze e delle reti in nazionale ― Palestina | Cronologia completa delle presenze e delle reti in nazionale ― Palestina | Cronologia completa delle presenze e delle reti in nazionale ― Palestina |
| Data                                                                     | Città                                                                    | In casa                                                                  | Risultato                                                                | Ospiti                                                                   | Competizione                                                             | Reti                                                                     | Note                                                                     |
| ------------------------------------------------------------------------ | ------------------------------------------------------------------------ | ------------------------------------------------------------------------ | ------------------------------------------------------------------------ | ------------------------------------------------------------------------ | ------------------------------------------------------------------------ | ------------------------------------------------------------------------ | ------------------------------------------------------------------------ |
| 06-01-2019                                                               | Sharja                                                                   | Siria                                                                    | 0 – 0                                                                    | Palestina                                                                | Coppa d'Asia 2019 - 1º turno                                             | -                                                                        |                                                                          |
| Totale                                                                   |                                                                          | Presenze                                                                 | 1                                                                        |                                                                          | Reti                                                                     | 0                                                                        |                                                                          |